# 古井村 (愛知県)
古井村（ふるいむら）は、愛知県碧海郡にあった村。現在の安城市の一部にあたる。

## 地理
矢作川の下流右岸、碧海台地に位置していた。

## 歴史
- 1889年（明治22年）10月1日、町村制の施行により、碧海郡古井村が単独で村制施行し、古井村が発足[1][2]。大字は編成せず[2]。
- 1906年（明治39年）5月1日、碧海郡安城村、箕輪村、福釜村、赤松村、今村、里村、平貴村、長崎村（一部）と合併し、町制施行し安城町を新設して廃止された[1][2]。合併後、安城町古井となる[2]。

### 地名の由来
次の諸説あり。
1. 字井ノ池の井戸跡が界隈に知られた名井で、名井「桜井」のある桜井より古い村の井戸であるので「古井」と称され、それが村名をなった。
2. 古くから開けた高い土地の意。

## 産業
- 農業[2]

## 教育
- 1872年（明治5年）桜井郷学校が桜井村円光寺茶所に開かれると同校に通学した[2]。まもなく当村の願力寺に学校を設けた[2]。1875年（明治8年）閉校し、村の北部は安城学校へ、南部は桜井学校に通学した[2]。